# Cambrils
Cambrils (katalanskt uttal: [kəmˈbɾils]) är en stad och kommun i provinsen Tarragona i den autonoma regionen Katalonien i nordöstra Spanien. Staden ligger vid Medelhavet, cirka 16,5 kilometer sydväst om Tarragona. Kommunen har 36 849 invånare (2024), på en yta av 35,23 km².
Det är en kuststad som tidigare var ett fiskeläge, men domineras numera av turismen. Fortfarande finns dock en fiskehamn i stadens centrum. Turisterna kommer till stor del från andra delar av Spanien.